# Thodōros Skylakakīs
Thodōros Skylakakīs (in greco Θόδωρος Σκυλακάκης?; Atene, 18 ottobre 1959) è un politico greco.

## Biografia
È nato ad Atene il 18 ottobre 1959 ed è nipote del militare Theodōros Skylakakīs, Ministro dell'interno nel governo di Ioannis Metaxas. Nel 1981 si è laureato con lode presso la Facoltà di Economia dell'Università Nazionale Capodistriana di Atene e ha poi conseguito un master presso la City University di Londra; nel 2010 ha conseguito un dottorato di ricerca presso l'Università Nazionale Capodistriana di Atene. Tra il 1983 e il 1985 ha prestato servizio militare nella Marina militare ellenica.

### Carriera politica
Nel 1989 è stato responsabile della campagna elettorale di Nuova Democrazia per le elezioni parlamentari del giugno 1989 e poi capo della pianificazione politica per le successive elezioni parlamentari del novembre 1989, dell'aprile 1990 e dell'ottobre 1993. Sempre nel 1989, prima delle elezioni, è stato consigliere del Primo ministro Tzannīs Tzannetakīs e successivamente dal 1989 al 1990 è stato consigliere sempre di Tzannetakīs, nominato Ministro della difesa nazionale. Tra il 1990 e il 1993 è stato consigliere e capo dell'ufficio di pianificazione e comunicazione del Primo ministro Kōnstantinos Mītsotakīs.
Con Nuova Democrazia si è candidato alle elezioni parlamentari del 2000, non risultando eletto, mentre nel 2003 è stato eletto al consiglio comunale di Atene nella lista a sostegno di Ntora Mpakogiannī, ricomprendo inoltre la carica di vicesindaco fino al 2006.
Candidatosi alle elezioni europee del 2009, sempre con Nuova Democrazia, è risultato eletto al Parlamento europeo, sedendo inizialmente nel Gruppo del Partito Popolare Europeo (PPE). Nel 2010 è stato espulso da Nuova Democrazia per aver contestato la linea politica del partito e successivamente si è unito ad Alleanza Democratica, modificando anche la sua collocazione nell'Europarlamento passando al Gruppo dell'Alleanza dei Democratici e dei Liberali per l'Europa (ALDE). Nel 2013, pur rimanendo nello stesso gruppo europeo, è passato al partito Drasī, di cui è stato eletto presidente.